# Боулінг-Грін (Міссурі)
Боулінг-Грін (англ. Bowling Green) — місто (англ. city) в США, в окрузі Пайк штату Міссурі. Населення — 4195 осіб (2020).

## Географія
Боулінг-Грін розташований за координатами 39°20′41″ пн. ш. 91°12′9″ зх. д. / 39.34472° пн. ш. 91.20250° зх. д. (39.344774, -91.202488).  За даними Бюро перепису населення США в 2010 році місто мало площу 7,00 км², з яких 6,97 км² — суходіл та 0,04 км² — водойми.

## Демографія
Згідно з переписом 2010 року, у місті мешкали 5334 особи в 1316 домогосподарствах у складі 810 родин. Густота населення становила 762 особи/км².  Було 1474 помешкання (210/км²).
Расовий склад населення:
| - 79,4 % — білих - 18,4 % — чорних або афроамериканців - 0,3 % — азіатів - 0,1 % — корінних американців |

До двох чи більше рас належало 1,2 %. Частка іспаномовних становила 1,8 % від усіх жителів.
За віковим діапазоном населення розподілялося таким чином: 17,0 % — особи молодші 18 років, 71,9 % — особи у віці 18—64 років, 11,1 % — особи у віці 65 років та старші. Медіана віку мешканця становила 35,9 року. На 100 осіб жіночої статі у місті припадало 195,5 чоловіків;  на 100 жінок у віці від 18 років та старших — 220,9 чоловіків також старших 18 років.
Середній дохід на одне домашнє господарство  становив 41 713 долари США (медіана — 29 589), а середній дохід на одну сім'ю — 49 653 долари (медіана — 39 115). Медіана доходів становила 28 849 доларів для чоловіків та 29 947 доларів для жінок. За межею бідності перебувало 20,8 % осіб, у тому числі 22,6 % дітей у віці до 18 років та 23,4 % осіб у віці 65 років та старших.
Цивільне працевлаштоване населення становило 1303 особи. Основні галузі зайнятості: освіта, охорона здоров'я та соціальна допомога — 27,3 %, роздрібна торгівля — 15,6 %, виробництво — 10,0 %, публічна адміністрація — 9,7 %.

## Персоналії
- Кертлі Вірджинія (1888-1956) — американська акторка часів німого кіно.